# 大野未来
大野 未来（おおの みく、1993年10月4日 - ）は、日本の元女優・元ファッションモデルである東京都出身。身長160cm。血液型はB型。オスカープロモーションに所属していたが、2021年12月末付で退社と共に芸能界を引退。

## 人物
- 趣味は読書、音楽鑑賞、踊ること、ピアノ。特技はピアノ、クラシックバレエ、開脚、スキー、スノーボード。
- 中学から高校まで書道を習っており、2011年の成田山全国競書大会では「秀作金剛賞」を受賞した[2]。
- 4歳下の弟がいる。
- 自身のブログでは「ちゃいみ〜」と挨拶するパターンが多い。

## 出演

### テレビ
- 湯けむりスナイパー（2009年4月 - 6月 テレビ東京） - 由美 役
  - お正月スペシャル（2010年1月）
  - お正月スペシャル 2012（2012年1月）
- ザ・シスターズ（CSエンタ!371）
- ミッドナイト・ホラーシアター 第1話「闇夜に奴が忍び寄る」（2011年）
- イロドリヒムラ 第1話（2012年10月15日 TBS） - アシスタント 役
- 相棒 season12 第12話（2014年1月15日 テレビ朝日） - 緑川万理 役
- 薄桜鬼SSL 〜sweet school life〜（2015年9月 - 10月29日 TOKYO MX） - 雪村千鶴 役
- 仮面ライダーエグゼイド 第24話（2017年3月26日 テレビ朝日） - 岩本ソラ 役
- さくらの親子丼（2017年） - 西浦花菜子（17歳時） 役

### 映画
- 牙狼外伝 桃幻の笛（2013年7月20日、東北新社） - 麻伎 役
- 地球防衛未亡人（2014年2月8日、トラヴィス） - 愛川ワコ 役
- 絶対領域（2014年3月15日、スターボード） - 川島ミオ 役
- 薄桜鬼SSL 〜sweet school life〜 THE MOVIE（2016年2月6日公開） - 雪村千鶴 役

### CM
- 尾崎商事　kanko学生服｢いつか私も｣篇(2007〜2008年)

### 雑誌
- ベネッセ　「中1チャレンジ組」（表紙）
- 主婦の友社「ハナチュー」

### 舞台
- “STRAYDOG”第21回本公演 女の子ものがたり（2011年4月30日 - 5月8日 赤坂RED THEATER）
- “STRAYDOG”Produce 問題のない私たち（2011年8月9日 - 14日 テアトルBONBON）
- “STRAYDOG”Produce 問題のない私たち 再演（2012年4月6日 - 8日 座・高円寺）
- 舞台版 WORKING!!（2012年5月11日 - 20日 全労済ホール スペース・ゼロ） - 山田葵 役
- “STRAYDOG”Produce 女の子ものがたり（2012年10月18日 - 21日 紀伊國屋ホール）
- ROBOTICS;NOTES（2013年5月3日 - 12日 全労済ホール スペース・ゼロ） - 神代フラウ 役
- ノブナガ・ザ・フール act.2 乱の恋人（2014年4月6日 TOKYO DOME CITY HALL） - ヒミコ 役（Live Act）
- ノブナガ・ザ・フール act.3 最後の晩餐（2014年7月20日 有明コロシアム） - ヒミコ 役（Live Act）
- 天元突破グレンラガン 〜炎撃篇〜 其の壱（2014年10月22日 - 27日 全労済ホール スペース・ゼロ） - ニア 役
- 薄桜鬼SSL 〜sweet school life〜 THE STAGE（2015年12月11日 - 20日 新宿シアターサンモール） - 雪村千鶴 役
- 舞台「クジラの子らは砂上に歌う」（2016年4月14日 - 19日 AiiA 2.5 Theater Tokyo）- ネリ 役 / エマ 役（二役）
- 不思議の国のカンタータ 〜泣き声混じりの空想歌〜（2017年11月22日 - 26日 新宿村LIVE） - クララザワイ 役
- 舞台「クジラの子らは砂上に歌う」再演（2018年1月25日 - 28日 AiiA 2.5 Theater Tokyo / 2月2日 - 4日 サンケイホールブリーゼ） - ネリ 役/ エマ 役（二役）
- 龍よ、狼と踊れ～Dragon,Dance with Wolves～ 〜草莽の死士〜（2018年3月21日 - 4月1日 紀伊國屋サザンシアター TAKASHIMAYA） - 女 役
- 不思議の国のカンタータ2019（2019年2月13日 - 17日 CBGKシブゲキ!!） - クララザワイ 役
- 舞台「脳漿炸裂ガール」〜人間動物園〜（2019年7月11日 - 15日 六行会ホール） - 脳内革命ガール 役
- 舞台「脳漿炸裂ガール2｣ 〜俗物奇行〜 Anarchy in the Journey（2021年6月2日 - 6日 六行会ホール） - 脳内革命ガール 役

### ライブイベント
- カンタータ THE LIVE（2019年7月20日、ラジアントホール） - クララザワイ 役